# Maturino Blanchet
Angelo Maturino Blanchet (Gressan, 1892. március 3. – Saint-Pierre, 1974. november 9.) az Aostai egyházmegye püspöke.

## Élete
Blanchet 1892-ben született Gressanban, a lodiói szemináriumban tanult. 1921-ben szentelték pappá. 1946. február 18-án XII. Piusz pápa őt nevezte ki Aosta püspökévé.